# Louis-Joseph Riopel
Pour les articles homonymes, voir Riopel.
Louis-Joseph Riopel, né le 16 septembre 1841 à Saint-Jacques et mort le 11 mai 1915 à New Carlisle, est un avocat, fonctionnaire, notaire et homme politique fédéral et provincial du Québec.

## Biographie

### Jeunesse et études
Né à Saint-Jacques-de-L'Achigan dans le Canada-Est, il fait ses études au Collège de L'Assomption où il étudia le notariat avec Louis Archambeault en 1865. La même année, il s'installa à New Carlisle en Gaspésie. Diplômé en droit de l'Université Laval, il devint membre du Barreau du Québec en 1880.

### Carrière
Il sert comme surintendant de la Colonisation et des Travaux publics dans le comté de Bonaventure de 1869 à 1873 et des territoires de la couronne de 1873 à 1880. 
Après avoir eu une carrière politique de 1882 à 1891, il est nommé directeur de la North West Central Railway et l'un des promoteurs du chemin de fer de la Baie-des-Chaleurs. Il est mort à New Carlisle et inhumé à Sainte-Foy en 1915 à l'âge de 73 ans.
Sa carrière politique est marquée par un mandat écourté en tant que député du Parti conservateur du Québec dans la circonscription provinciale de Bonaventure de 1881 à 1882 et de deux mandats comme député du Parti conservateur du Canada dans la circonscription fédérale de Bonaventure de 1887 à 1891.